# Aldo Notari
Aldo Notari (Parma, 6 settembre 1932 – Parma, 25 luglio 2006) è stato un giocatore di baseball e dirigente sportivo italiano.

## Biografia
Iniziò a giocare negli anni cinquanta nella squadra del Parma Baseball con buoni risultati, scegliendo poi negli anni sessanta la carriera dirigenziale nella stessa società diventandone presidente nel 1969.
Sotto la sua presidenza arriveranno i grandi successi in campo nazionale ed europeo degli anni settanta grazie a sponsor quali Germal e  (successivamente) Parmalat. Proprio negli anni della sponsorizzazione Parmalat, il baseball tocca il proprio vertice di popolarità nella città ducale ed arriverà un'altra serie di vittorie in Italia ed all'estero.
Nel corso degli anni settanta-ottanta, divenne anche vicepresidente della Fibs collaborando col massimo dirigente Bruno Beneck fino al 1984-85. Proprio in quel periodo, la federazione venne travolta da una serie di problemi economici e si tennero nuove elezioni: il vincitore risultò Notari stesso. Rimarrà in sella fino al 2000, vivendo in prima persona il declino di uno sport che si sta risollevando dalla crisi soltanto in questi ultimi anni.
Durante la seconda metà degli anni ottanta e i primi anni novanta, divenne anche presidente Europeo e Mondiale del baseball allacciando svariati rapporti di collaborazione con la MLB.
Morì il 25 luglio 2006 nella sua città natale.
A lui è intitolato lo stadio Quadrifoglio - Aldo Notari di Parma.